# Масс-спектрометры для изотопного анализа
Масс-спектрометры для определения изотопного состава должны быть очень точными. Для анализа изотопного состава лёгких элементов (углерод, водород, кислород, сера, азот и т. д.) используется ионизация электронным ударом. В этом случае годятся все методы ввода газовой фазы, как и в органических масс-спектрометрах (DELTAPlus, DELTAPlus XL и МАТ253).
Для анализа изотопов более тяжёлых элементов используется поверхностная ионизация (TRITON TI) или ионизация в индуктивно-связанной плазме (NEPTUN, ELEMENT2). В России для изотопной масс-спектрометрии широко используется масс-спектрометр МИ-1201 производства НПО «Электрон» (ныне — OAO «SELMI», г. Сумы, Украина) в различных модификациях (МИ-1201-АГ, МИ-1201-АГМ, МИ-1201ИГ). Однако в связи с распадом СССР и нестабильностью политических отношений между Россией и Украиной оснащение российских предприятий и институтов украинскими приборами в настоящее время существенно затруднено.
Для решения проблемы с обеспечением отечественных предприятий масс-спектрометрическим оборудованием руководством Министерства атомной промышленности РФ в 1999 году было принято решение об организации производства серии специализированных масс-спектрометров различного назначения, первым из которых стал специализированный масс-спектрометр для изотопного состава урана в газовой фазе, получивший обозначение МТИ-350Г. В 2002 году была завершена разработка прибора, МТИ-350Г зарегистрирован в Государственном реестре средств измерения под № 23457-02 и допущен к применению в Российской Федерации. В настоящее время запущено серийное производство прибора в ООО «Уралприбор» (г. Новоуральск), более десятка масс-спектрометров МТИ-350Г эксплуатируются на разделительном производстве крупнейшего в мире предприятия по обогащению урана — Уральского электрохимического комбината (г. Новоуральск).
С 2002 по 2007 год выполнена разработка специализированного масс-спектрометра МТИ-350Т, предназначенного для измерения атомной доли изотопов урана, плутония и смешанного топлива в твёрдой фазе. В настоящее время проводятся работы по сертификации прибора.
Кроме изотопных приборов, в рамках программы разрабатываются: масс-спектрометр МТИ-350ГП, предназначенный для анализа химически агрессивных веществ с целью обеспечения контроля примесей в газообразном гексафториде урана, а также масс-спектрометр для контроля сублиматного производства гексафторида урана МТХ-350ГС.
Во многих типах изотопных масс-спектрометров используются магнитные масс-анализаторы. Важнейшими техническими характеристиками масс-спектрометров и масс-спектрометрических детекторов являются чувствительность, динамический диапазон, разрешение, скорость сканирования.